# Rhopaloscelis
Rhopaloscelis is een kevergeslacht uit de familie van de boktorren (Cerambycidae). De wetenschappelijke naam van het geslacht werd voor het eerst geldig gepubliceerd in 1872 door Blessig.

## Soorten
Rhopaloscelis omvat de volgende soorten:
- Rhopaloscelis maculatus Bates, 1877
- Rhopaloscelis schurmanni Breuning, 1969
- Rhopaloscelis unifasciatus Blessig, 1872